# 海軍九三式裝甲車
九三式裝甲車（日语：／）又稱「海軍九三式裝甲車」。是日本海軍於1933年採用的輪式裝甲車。

## 開發
九三式由石川島自動車製造所研製。結合了其他國家汽車的技術。九三式在底盤上安裝了箱式裝甲盒，考慮到九二式重裝甲車和維克斯·克羅斯利裝甲車的裝甲厚度分別為6毫米和5.5毫米，於是九三式的裝甲厚度設為5毫米左右。

## 性能
九三式正面與兩側均安裝有球形機槍架，以及旋轉砲塔，與維克斯·克羅斯利裝甲車的大型半球形砲塔不同。九三式在砲塔後面裝有高射機槍架，可架設機槍。九三式武器為一挺維克斯機槍和三挺十一式機槍。

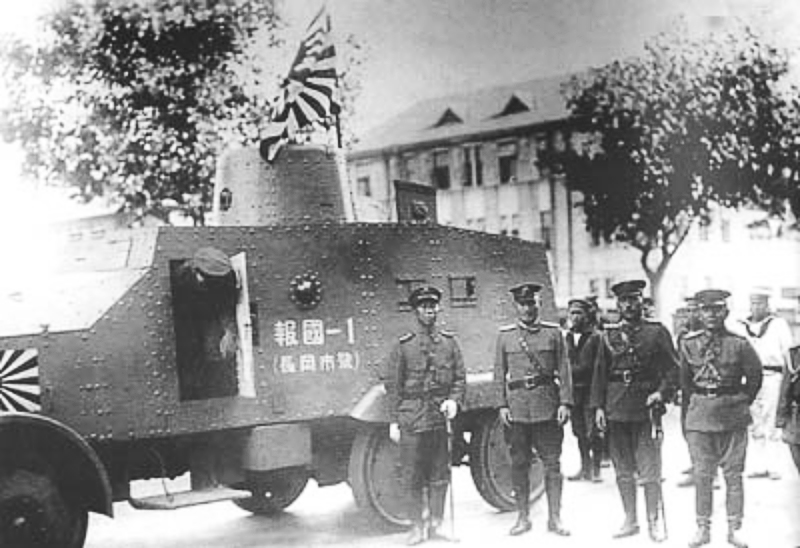
刻有「報國-1」的九三式

九三式配製GA40型65馬力汽油機。設計與引進車輛不同，多採用直線條，採用的是充氣輪胎，與過去裝甲車採用實心輪胎不同。該車前輪與後輪的間距很大，於是在前輪後面安裝了越障輔助輪。

## 生產與服役
九三式產量極低，預計為3～5輛。它參與過淞滬會戰。日本投降後，上海海軍特別陸戰隊只剩下三輛九三式 。